# Software Elipse
A Elipse Software é uma empresa brasileira de desenvolvimento de sistemas de automação industrial, projetando e comercializando softwares SCADA / HMI para diversos setores e aplicações, como energia, infraestrutura, água e esgoto, alimentos e bebidas, mineração e metais e ciências biológicas e farmacêuticas. Foi fundada em 1986 na cidade de Porto Alegre, onde está localizada sua sede. Possui quatro filiais no Brasil (nas cidades de São Paulo, Rio de Janeiro, Curitiba e Belo Horizonte) e uma em Taiwan.      
A Elipse é uma parceira oficial da Microsoft desde 1999. A certificação Gold Partner representa o mais alto nível de competência e experiência em tecnologias Microsoft. É também, há 25 anos, membra da OPC Foundation, organização dedicada a garantir a interoperabilidade em automação, criando e mantendo padrões abertos que regem a comunicação entre os mais diversos sistemas. Em 2014, a Elipse foi listada no relatório “Cool Vendors” da Gartner para Brasil e Ásia (Taiwan).